# Cyrtolobus funkhouseri
Cyrtolobus funkhouseri är en insektsart som beskrevs av Robert E. Woodruff. Cyrtolobus funkhouseri ingår i släktet Cyrtolobus och familjen hornstritar. Inga underarter finns listade i Catalogue of Life.